# Pfarrkirche Pressbaum

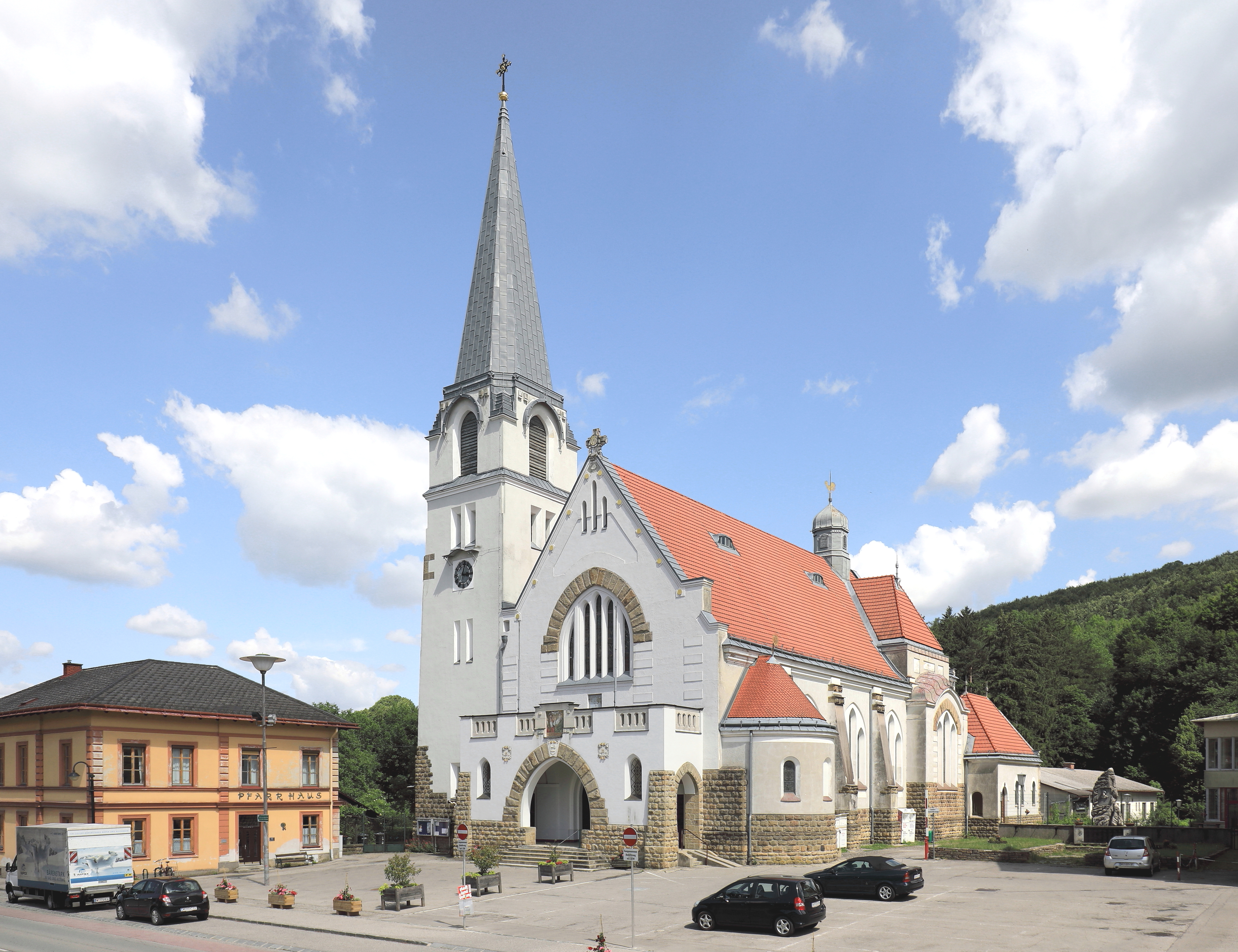
Westansicht der Pfarrkirche mit dem 1881 errichteten Pfarrhof (links) und dem Kriegerdenkmal (rechts)

Die Pfarrkirche Pressbaum ist eine römisch-katholische Pfarrkirche im Ortszentrum der niederösterreichischen Stadtgemeinde Pressbaum. Sie wurde als Kaiser-Franz-Joseph-Jubiläums-Kirche errichtet, ist der heiligen Dreifaltigkeit geweiht und gehört zum Dekanat Purkersdorf der Erzdiözese Wien.
Die Kirche mit ihrem speziellen Stil stellt in der Sakralarchitektur Niederösterreichs ein bedeutendes Denkmal dar und steht unter Denkmalschutz.

## Geschichte
Im Zuge der Josephinischen Kirchenreformen wurde Pressbaum, das zuvor zur Pfarre Purkersdorf gehörte, 1783 eine eigenständige Pfarre. Ab 1906 wurde nach Plänen der Architekten Max Hegele und August Rehak die heutige Kirche errichtet und 1908 zur Feier des 60. Regierungsjahres Kaiser Franz Josefs geweiht. Die benachbarte alte, kleine barocke Kirche aus dem Jahr 1730, die den Pestheiligen Rochus von Montpellier, Sebastian und Rosalia geweiht war, wurde im gleichen Jahr noch abgerissen.

## Beschreibung

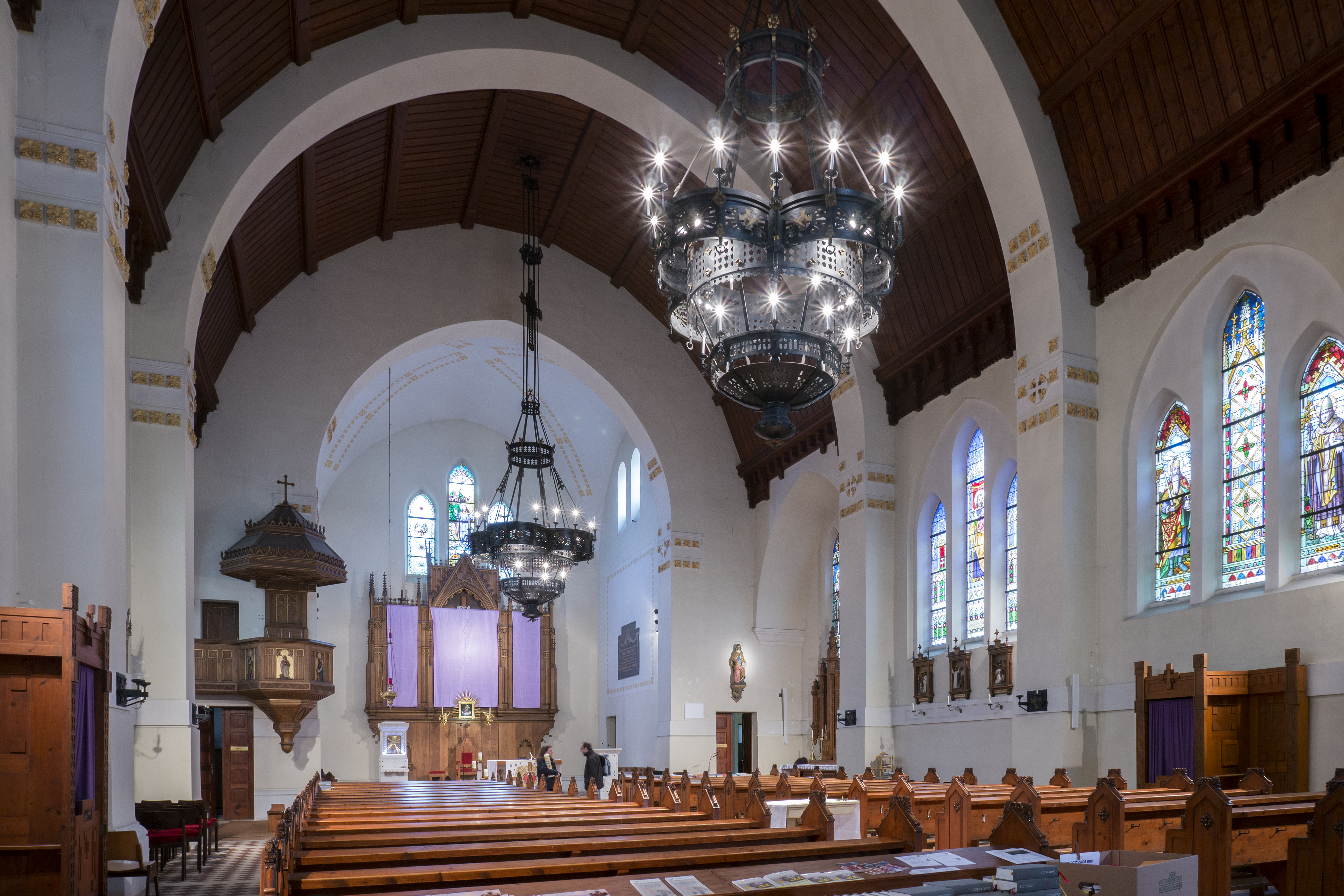
Innenansicht

Der nach Südost ausgerichtete Saalbau mit eingestelltem Nordfassadenturm ist im secessionistischen Stil (Jugendstil) errichtet. Einfache stilisierte Spitzbogen- und Rundbogenfenster sowie Strebepfeiler an den Längswänden erwecken Assoziationen an die mittelalterliche Bauweise.
Die Saalkirche hat ein 4-jochiges Langhaus mit  Querschiff und einen eingezogenen Chor. An den Chor sind querhausartig die Sakristei sowie eine Traukapelle angebaut. Westseitig am Langhaus befindet sich noch eine vorspringende halbkreisförmige Marienkapelle. Die Giebelfassade wird durch eine vorgestellte Vorhalle mit Balustrade gestaffelt und dadurch aufgelockert. Die von den Architekten geplante secessionistische Einrichtung wurde zum Teil in neogotische Formen abgeändert, insbesondere Hochaltar und Kanzel, und zum Teil wurden auch Gegenstände aus der alten Pfarrkirche übernommen.
Die Orgel aus 1908 mit 18 Registern stammt von Franz Capek.